# Verdensbrand
Verdensbrand er en tysk stumfilm fra 1920 af Urban Gad.

## Medvirkende
- Conrad Veidt som Christian Wahnschaffe
- Lillebil Ibsen som Eva Sorel
- Hermann Vallentin som Cardillac
- Hugo Flink
- Fritz Kortner som Iwan Becker
- Ernst Matray
- Theodor Loos som Amadeus Voß
- Helga Molander som Laetitia
- Leopold von Ledebur